# Messier 80
M80 (Messier 80 / NGC 6093) is een bolvormige sterrenhoop in het sterrenbeeld Schorpioen (Scorpius).
De bolhoop werd in 1781 ontdekt door Charles Messier en toegevoegd aan zijn lijst van komeetachtige objecten als nummer 80. Hij bevindt zich op ongeveer 32 600 lichtjaar van het zonnestelsel en meet 95 lichtjaar in diameter. M80 bevat enkele honderdduizenden sterren. In deze bolhoop zijn relatief veel zg. blue stragglers waargenomen, sterren die veel jonger lijken dan de leeftijd van de sterrenhoop als geheel. Waarschijnlijk zijn deze ontstaan door botsingen van twee sterren of wellicht doordat oudere sterren een deel van hun buitenste lagen hebben verloren door dichte naderingen van andere sterren in de cluster en hierdoor jonger lijken dan zij in werkelijkheid zijn.
In 1860 werd in M80 een nova waargenomen die, indien het een waar lid van de sterrenhoop is, een absolute magnitude van -8,5 en een waargenomen magnitude van +7,0 bereikte.